# Phalacroseris bolanderi
La  Phalacroseris bolanderi   A.Gray, 1868 è una specie di pianta angiosperma dicotiledone della famiglia delle Asteraceae.  Phalacroseris bolanderi   è anche l'unica specie appartenente al genere  Phalacroseris   A.Gray, 1868.

## Etimologia
Il nome del genere (Phalacroseris) deriva da due parole del greco classico: phalakros (φαλακρός) il cui significato è "testa calva", con probabile allusione agli acheni senza pappo, e seris (σέρις) termine antico per indicare l'insalata "indivia".
Il nome scientifico della specie è stato definito dal botanico Asa Gray (1810-1888) nella pubblicazione " Proceedings of the American Academy of Arts and Sciences. Boston, MA" ( Proc. Amer. Acad. Arts 7: 364) del 1868. Il nome scientifico del genere è stato definito nella stessa pubblicazione.

## Descrizione
Habitus. Le specie di questa voce sono piante erbacee perenni, con portamenti scaposi. In queste specie sono presenti dei canali laticiferi.
Fusto. I fusti (da 1 a più per pianta), in genere eretti e ascendenti, ramosi e fogliosi, hanno un solo capolino . Le radici in genere sono di tipo fittonante (fittone carnoso). Le altezze variano tra 10 – 45 cm.
Foglie. Sono presenti sia foglie formanti delle rosette basali che foglie cauline con disposizione alterna. Le foglie basali possono essere appassite alla fioritura. Quelle lungo il caule in genere sono sessili e più ridotte, e in qualche caso possono essere quasi assenti. La lamina è intera e la forma è da lineare a oblanceolata.
Infiorescenza. Le sinflorescenze, solitarie, sono composta da capolini peduncolati. I capolini, solamente di tipo ligulifloro, sono formati da un involucro composto da 8 - 25 brattee (o squame) uguali o diseguali, disposte prevalentemente su una sola serie all'interno delle quali un ricettacolo fa da base ai fiori ligulati. La forma dell'involucro in genere è cilindrica. La forma delle brattee è lanceolata o lineare-lanceolata; la parte inferiore di quelle esterne può essere carnosa e indurita durante la fioritura oppure possono essere connate tra di loro. Il ricettacolo normalmente è nudo ossia senza pagliette, glabro e piatto. Lunghezza dell'involucro: 7 – 13 mm.
Fiori. I fiori (da 13 a 35 per capolino), tutti ligulati, sono tetra-ciclici (ossia sono presenti 4 verticilli: calice – corolla – androceo – gineceo) e pentameri (ogni verticillo ha in genere 5 elementi). I fiori sono ermafroditi, fertili e zigomorfi.
- Formula fiorale:

*/x K {\displaystyle \infty }, [C (5), A (5)], G 2 (infero), achenio
- Calice: i sepali del calice sono ridotti ad una coroncina di squame.
- Corolla: le corolle sono formate da un tubo e da una ligula terminante con 5 denti; il colore è giallo.
- Androceo: gli stami sono 5 con filamenti liberi e distinti, mentre le antere sono saldate in un manicotto (o tubo) circondante lo stilo.[11] Le antere alla base sono acute. Il polline è tricolporato.[12]
- Gineceo: lo stilo è filiforme. Gli stigmi dello stilo sono due divergenti con la superficie stigmatica posizionata internamente (vicino alla base).[13] Gli stigmi possono essere pelosi sul lato inferiore, oppure corti. L'ovario è infero uniloculare formato da 2 carpelli.

Frutti. I frutti sono degli acheni con pappo.  Gli acheni, colorati da marrone chiaro a marrone scuro, con forme colonnari, a volte leggermente ricurvi, hanno 4 - 5 angoli e sono lisci; gli apici sono troncati; le facce sono uguali, a volte sono presenti delle nervature tra le facce. Il pappo è assente.

## Biologia
- Impollinazione: l'impollinazione avviene tramite insetti (impollinazione entomogama tramite farfalle diurne e notturne).
- Riproduzione: la fecondazione avviene fondamentalmente tramite l'impollinazione dei fiori (vedi sopra).
- Dispersione: i semi (gli acheni) cadendo a terra sono successivamente dispersi soprattutto da insetti tipo formiche (disseminazione mirmecoria). In questo tipo di piante avviene anche un altro tipo di dispersione: zoocoria. Infatti gli uncini delle brattee dell'involucro (se presenti) si agganciano ai peli degli animali di passaggio disperdendo così anche su lunghe distanze i semi della pianta.

## Distribuzione e habitat
La specie di questa voce è endemica degli habitat umidi montani e subalpini della Sierra Nevada in California.

## Tassonomia
La famiglia di appartenenza di questa voce (Asteraceae o Compositae, nomen conservandum) probabilmente originaria del Sud America, è la più numerosa del mondo vegetale, comprende oltre 23.000 specie distribuite su 1.535 generi, oppure 22.750 specie e 1.530 generi secondo altre fonti (una delle checklist più aggiornata elenca fino a 1.679 generi). La famiglia attualmente (2021) è divisa in 16 sottofamiglie.

### Filogenesi
Il genere della specie di questa voce appartiene alla sottotribù Cichoriinae della tribù Cichorieae (unica tribù della sottofamiglia Cichorioideae). In base ai dati filogenetici la sottofamiglia Cichorioideae è il terz'ultimo gruppo che si è separato dal nucleo delle Asteraceae (gli ultimi due sono Corymbioideae e Asteroideae). La sottotribù Cichoriinae fa parte del "quinto" clade della tribù; in questo clade insieme alla sottotribù Microseridinae forma un "gruppo fratello".
I seguenti caratteri sono distintivi per la sottotribù:
- sono presenti dei canali laticiferi (non resinosi);
- i fiori sono in genere bluastri;
- il pappo è minuto (quasi assente) con forme irregolari e circondato da scaglie acute.

La sottotribù, da un punto di vista filogenetico, è suddivisa in due subcadi principali. Nel primo subclade Erythroseris e Cichorium formano un "gruppo fratello", mentre Phalacroseris occupa una posizione basale ad entrambi. Nel second subclade Arnoseris e Tolpis formano un "gruppo fratello", mentre Rothmaleria occupa una posizione basale ad entrambi. In precedenti trattazioni il genere di questa voce era descritto all'interno della sottotribù Microseridinae.
I caratteri distintivi per questa specie sono:
- il portamento è erbaceo scaposo;
- il pappo è assente.

Il numero cromosomico della specie è: 2n = 18 (specie diploide) .

### Sinonimi
La specie di questa voce, in altri testi, può essere chiamato con nomi diversi. L'elenco che segue indica alcuni tra i sinonimi più frequenti:
- Phalacroseris bolanderi var. coronata H.M.Hall, 1901